# Togoische Fußballnationalmannschaft
Die togoische Fußballnationalmannschaft repräsentiert das afrikanische Land Togo im Fußball. Große Bekanntheit erlangte sie mit der Teilnahme an der Fußball-Weltmeisterschaft 2006 in Deutschland. Die Mannschaft nahm vor der WM bereits sechsmal am Afrika-Cup teil, scheiterte dabei sechsmal in der Vorrunde. Erst 2013 wurde die Vorrunde überstanden und die K.-o.-Runde erreicht.

## Turnierteilnahmen

### Teilnahmen an Fußball-Weltmeisterschaften
| 1930 in Uruguay bis 1970 in Mexiko | nicht teilgenommen |
| 1974 in Deutschland                | nicht qualifiziert |
| 1978 in Argentinien                | nicht qualifiziert |
| 1982 in Spanien                    | nicht qualifiziert |
| 1986 in Mexiko                     | zurückgezogen      |
| 1990 in Italien                    | zurückgezogen      |
| 1994 in den USA                    | nicht qualifiziert |
| 1998 in Frankreich                 | nicht qualifiziert |
| 2002 in Südkorea/Japan             | nicht qualifiziert |
| 2006 in Deutschland                | Vorrunde           |
| 2010 in Südafrika                  | nicht qualifiziert |
| 2014 in Brasilien                  | nicht qualifiziert |
| 2018 in Russland                   | nicht qualifiziert |
| 2022 in Katar                      | nicht qualifiziert |

#### WM 2006

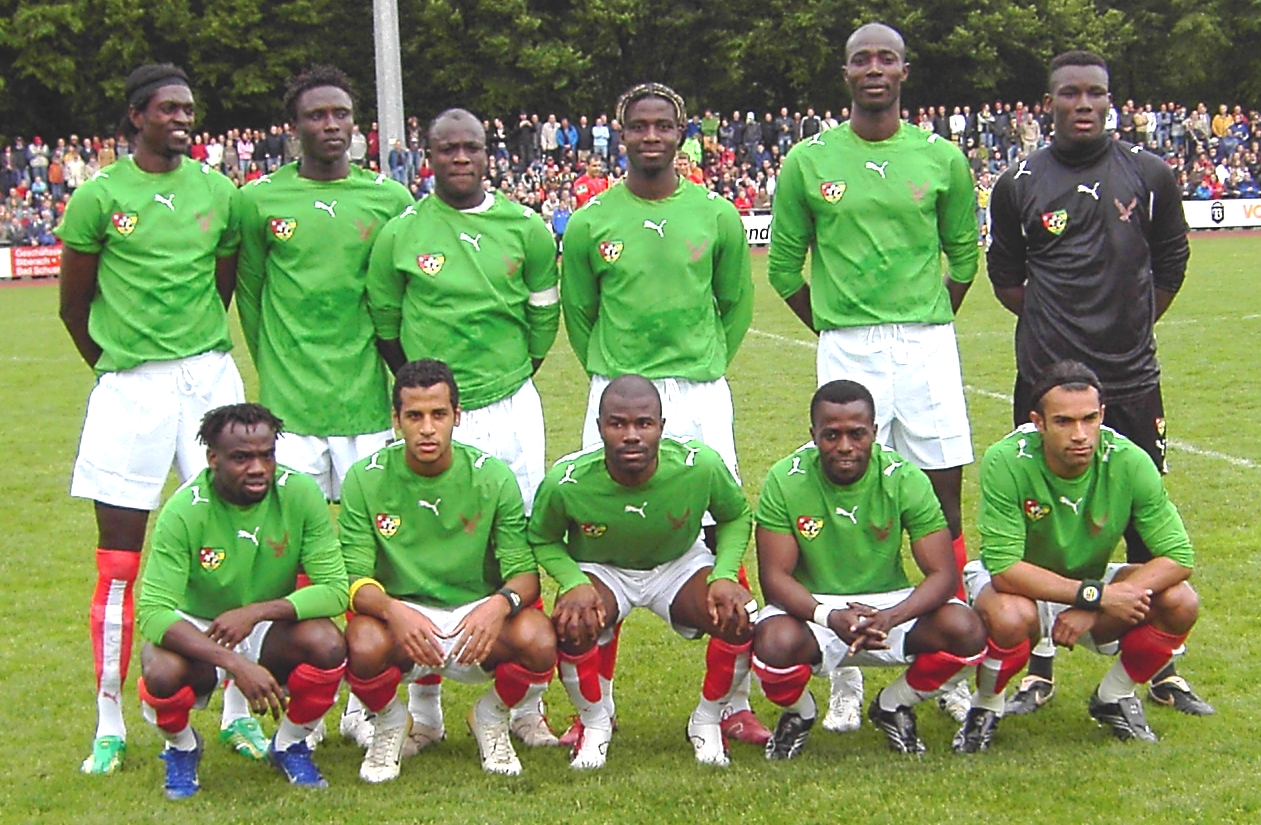
Die Mannschaft im Jahr 2006

Überraschend konnte Togo in der Qualifikation für die WM 2006 den Senegal hinter sich lassen, der als eindeutig favorisiert galt.
Trainiert wurde die Mannschaft Togos während der Qualifikation vom Nigerianer Stephen Keshi. In den 14 Länderspielen zwischen Mai 2004 und September 2005 gelangen der Mannschaft in 14 Spielen neun Siege, und sie kassierte nur eine Niederlage. In der FIFA-Weltrangliste stieg Togo damit von Rang 99 auf Rang 59 auf.
Der WM-Neuling Togo hatte nach den enttäuschenden Leistungen beim Afrika-Cup 2006 Trainer Stephen Keshi freigestellt. Nach der erstmaligen WM-Qualifikation verloren die Togoer bei der Kontinentalmeisterschaft alle drei Vorrundenspiele – gegen Kongo (0:2), Kamerun (0:2) und Angola (2:3).
Am 18. Februar 2006 wurde Otto Pfister Trainer der togoischen Nationalmannschaft. Unmittelbar vor dem ersten WM-Spiel trat er am 9. Juni 2006 nach einem Streit um Prämien zurück. Am 12. Juni kehrte er überraschend ins Traineramt zurück, nachdem zuvor Winfried Schäfer als sein Nachfolger gehandelt worden war.
Am 13. Juni 2006 erzielte Mohamed Kader im ersten WM-Spiel Togos gegen Südkorea den bislang einzigen Treffer in der WM-Geschichte zum 1:0 (Endstand 1:2). Nach den beiden 0:2-Niederlagen gegen die Schweiz und den späteren Vize-Weltmeister Frankreich war für Togo allerdings schon nach der Vorrunde das Turnier beendet.

### Teilnahmen an Afrikameisterschaften
| 1957 im Sudan                  | nicht teilgenommen                                                 |
| 1959 in Ägypten                | nicht teilgenommen                                                 |
| 1962 in Äthiopien              | nicht teilgenommen                                                 |
| 1963 in Ghana                  | nicht teilgenommen                                                 |
| 1965 in Tunesien               | nicht teilgenommen                                                 |
| 1968 in Äthiopien              | nicht qualifiziert                                                 |
| 1970 im Sudan                  | nicht qualifiziert                                                 |
| 1972 in Kamerun                | Vorrunde                                                           |
| 1974 in Ägypten                | zurückgezogen                                                      |
| 1976 in Äthiopien              | nicht qualifiziert                                                 |
| 1978 in Ghana                  | nicht qualifiziert                                                 |
| 1980 in Nigeria                | nicht qualifiziert                                                 |
| 1982 in Libyen                 | nicht qualifiziert                                                 |
| 1984 in der Elfenbeinküste     | Vorrunde                                                           |
| 1986 in Ägypten                | nicht qualifiziert                                                 |
| 1988 in Marokko                | nicht qualifiziert                                                 |
| 1990 in Algerien               | zurückgezogen                                                      |
| 1992 im Senegal                | nicht qualifiziert                                                 |
| 1994 in Tunesien               | während der Qualifikation zurückgezogen                            |
| 1996 in Südafrika              | nicht qualifiziert                                                 |
| 1998 in Burkina Faso           | Vorrunde                                                           |
| 2000 in Ghana/Nigeria          | Vorrunde                                                           |
| 2002 in Mali                   | Vorrunde                                                           |
| 2004 in Tunesien               | nicht qualifiziert                                                 |
| 2006 in Ägypten                | Vorrunde                                                           |
| 2008 in Ghana                  | nicht qualifiziert                                                 |
| 2010 in Angola                 | nach Anschlag auf den Mannschaftsbus zur Endrunde nicht angetreten |
| 2012 in Gabun/Äquatorialguinea | nicht qualifiziert                                                 |
| 2013 in Südafrika              | Viertelfinale                                                      |
| 2015 in Äquatorialguinea       | nicht qualifiziert                                                 |
| 2017 in Gabun                  | Vorrunde                                                           |
| 2019 in Ägypten                | nicht qualifiziert                                                 |
| 2022 in Kamerun                | nicht qualifiziert                                                 |
| 2024 in Elfenbeinküste         | nicht qualifiziert                                                 |
| 2025 in Marokko                | nicht qualifiziert                                                 |

### Afrikanische Nationenmeisterschaft
- 2009: nicht qualifiziert
- 2011: nicht qualifiziert
- 2014: nicht qualifiziert
- 2016: nicht qualifiziert
- 2018: nicht qualifiziert[3]
- 2021: Vorrunde
- 2023: nicht qualifiziert

## Besondere Vorkommnisse

### Hubschrauberabsturz
Am 3. Juni 2007 stürzte ein Hubschrauber der Paramount Airlines nahe dem Lungi International Airport in Sierra Leone ab. Hierbei kamen bis zu 22 Personen ums Leben, darunter Fans der togoischen Fußballnationalmannschaft, die ein Spiel ihrer Mannschaft in Freetown besuchten, sowie Richard Attipoe, der togoische Sportminister.

### Anschlag auf den Mannschaftsbus 2010
Zwei Tage vor dem Start der Afrikameisterschaft in Angola geriet der Mannschaftsbus des Teams am 8. Januar 2010 zehn Kilometer nach der Einreise in die angolanische Exklave Cabinda in der Nähe des Lagoa Massabi in einen Hinterhalt einer Fraktion der FLEC. Der Bus wurde von mehreren vermummten Personen mit Maschinengewehr gestoppt und beschossen. Zwei Personen starben: Pressesprecher Stanislaus Ocloo und Assistenztrainer Améleté Abalo. Die Spieler Kodjovi Obilalé und Serge Akakpo wurden verletzt. Die Mannschaft hatte sich entschlossen, trotz des Anschlags zu Ehren der Toten und Verletzten an der Afrikameisterschaft teilzunehmen. Die togoische Regierung ordnete jedoch eine Rückkehr aller Teammitglieder ins eigene Land an und untersagte die Teilnahme.
Der afrikanische Fußballverband CAF hat daraufhin am 30. Januar 2010 mitgeteilt, dass Togo nicht an den nächsten beiden Afrikameisterschaften teilnehmen darf. Grund dafür sei die Einmischung der togoischen Regierung, die nach dem Anschlag auf den Mannschaftsbus ihres Nationalteams den Rückzug von dem Turnier angeordnet hatte. Das Exekutiv-Komitee der CAF entschied zudem, dass der Fußballverband Togos mit einer Geldstrafe in Höhe von 50.000 US-Dollar belegt wird, da er gegen Artikel 78 die Regularien des Afrika-Cups verstoßen habe. Togo kündigte an, gegen den Ausschluss von der Fußball-Afrikameisterschaft 2012 und 2014 gerichtlich vorzugehen.
Am 14. Mai 2010 traf die CAF nach Gesprächen unter anderem mit FIFA-Chef Joseph Blatter die Entscheidung, die 4-Jahre-Sperre für Togo rückgängig zu machen.

### Partie einer gefälschten Nationalmannschaft
Im September 2010 sorgte ein Fall von Spielmanipulation für Schlagzeilen, bei dem ein gefälschtes togoisches Nationalteam ein Länderspiel gegen die echte bahrainische Fußballnationalmannschaft bestritt. Das Spiel fand in Bahrain statt und ging mit 0:3 verloren, wobei auffällig war, dass die togoische Mannschaft einen unerfahrenen Eindruck machte. Josef Hickersberger, der Trainer der bahrainischen Mannschaft, sagte, dass die togoischen Fußballspieler nicht fit genug gewesen seien, um 90 Minuten durchzuspielen.
Wie sich kurz danach herausstellte, war das togoische Team aber nicht die Nationalmannschaft des Landes, sondern bestand aus vollkommen unbekannten Spielern. Das Match war anscheinend mit Hilfe des Vermittlers Wilson Raj Perumal aus Singapur organisiert worden, der schon 1995 wegen Spielmanipulation zu einer Haftstrafe verurteilt worden war. Der bahrainische Verband hatte mit diesem Vermittler gute Erfahrungen gemacht. Man habe eine offizielle Bestätigung für das Spiel vom togoischen Verband erhalten. Dieser teilte jedoch nach dem Spiel mit, gar kein Team entsandt zu haben.
Zu Sanktionen der FIFA kam es nicht, weil die Organisation von Freundschaftsspielen in den Händen der Verbände liegt. Der ehemalige Nationaltrainer Tchanilé Bana, der bei dem gefälschten Spiel als Trainer der togoischen Mannschaft anwesend war, wurde jedoch im September 2010 vom Fußballverband Togos wegen Spielmanipulation für drei Jahre gesperrt.

## Bekannte Trainer
- Gottlieb Göller (197?–197?, 1996–1997, 1999–2000)
- Kodjovi Mawuena (1998–1999, 2000, 2002, 2008–2009)
- Messan Zougbede (1997)
- Eberhard Vogel (1997–1998)
- Stephen Keshi (2004–2006, 2006–2008, 2011)
- Otto Pfister (2006)
- Henri Stambouli (2008)
- Jean Thissen (2009)
- Tom Saintfiet (2015–2016)
- Claude Le Roy (2016–2021)
- Paulo Duarte (2021–)

## Länderspiele gegen deutschsprachige Fußballnationalmannschaften
|    | Datum      | Ort      | Heimmannschaft | Resultat | Gastmannschaft |
| -- | ---------- | -------- | -------------- | -------- | -------------- |
| 1. | 02.06.2006 | Vaduz    | Liechtenstein  | 0:1      | Togo           |
| 2. | 19.06.2006 | Dortmund | Togo           | 0:2      | Schweiz        |

Bisher gab es keine offiziellen Länderspiele gegen Deutschland und Österreich.